# ميخائيل لاتيمر
ميخائيل لاتيمر (بالإنجليزية: Michael James Latimer)‏ هو ممثل بريطاني، ولد في 6 سبتمبر 1941 في الهند، وتوفي في 25 يونيو 2011 بلندن في المملكة المتحدة.

## وصلات خارجية
- ميخائيل لاتيمر على موقع IMDb (الإنجليزية)